# Nomada furvoides
Nomada furvoides là một loài Hymenoptera trong họ Apidae. Loài này được Stoeckhert mô tả khoa học năm 1944.